# Territoriale prelatuur Lábrea
De territoriale prelatuur Lábrea (Latijn: Praelatura Territorialis Labreana) is een rooms-katholieke territoriale prelatuur met als zetel Lábrea, in Brazilië. De prelatuur is suffragaan aan het aartsbisdom Porto Velho.

## Geschiedenis
De prelatuur werd opgericht op 1 mei 1925, uit delen van het bisdom Amazonas, en was suffragaan aan het aartsbisdom Belém do Pará. Op 16 februari 1952 wisselde het van kerkprovincie en werd suffragaan aan het aartsbisdom Manaus. Op 4 oktober 1982 wisselde het opnieuw van kerkprovincie en werd suffragaan aan het aartsbisdom Porto Velho.

## Parochies
De prelatuur had in 2021 een oppervlakte van 68.262 km2 en telde 99.000 inwoners waarvan 74,7% rooms-katholiek was.

## Bisschoppen
- Marcelo Calvo (apostolisch administrator: juni 1926 - 27 juni 1930)

- Inácio Martinez Madrid (27 juni 1930 - 16 maart 1942; apostolisch administrator sinds 13 juni 1930)
- José del Perpetuo Socorro Alvarez Mácua (1947 - 30 november 1967; apostolisch administrator sinds 5 juni 1944)
  - Mário Roberto Emmett Anglim (apostolisch administrator: 2 mei 1970 - 7 juni 1971)
- Florentino Zabalza Iturri (7 juni 1971 - 12 januari 1994)
- Jesús Moraza Ruiz de Azúa (12 januari 1994 - 13 april 2016)
- Santiago Sánchez Sebastián (13 april 2016 - heden)

Porto Velho (aartsbisdom) · Cruzeiro do Sul · Guajará-Mirim · Humaitá · Ji-Paraná · Lábrea (territoriale prelatuur) · Rio Branco